# Diémoz
Diémoz este o comună în departamentul Isère din sud-estul Franței. În 2009 avea o populație de 2.625 de locuitori.

## Evoluția populației
| An        | 1975 | 1982  | 1990  | 1999  | 2006  | 2009  |
| --------- | ---- | ----- | ----- | ----- | ----- | ----- |
| Populație | 974  | 1.510 | 1.848 | 2.231 | 2.537 | 2.625 |